# Pierre-Laurent Buirette de Belloy

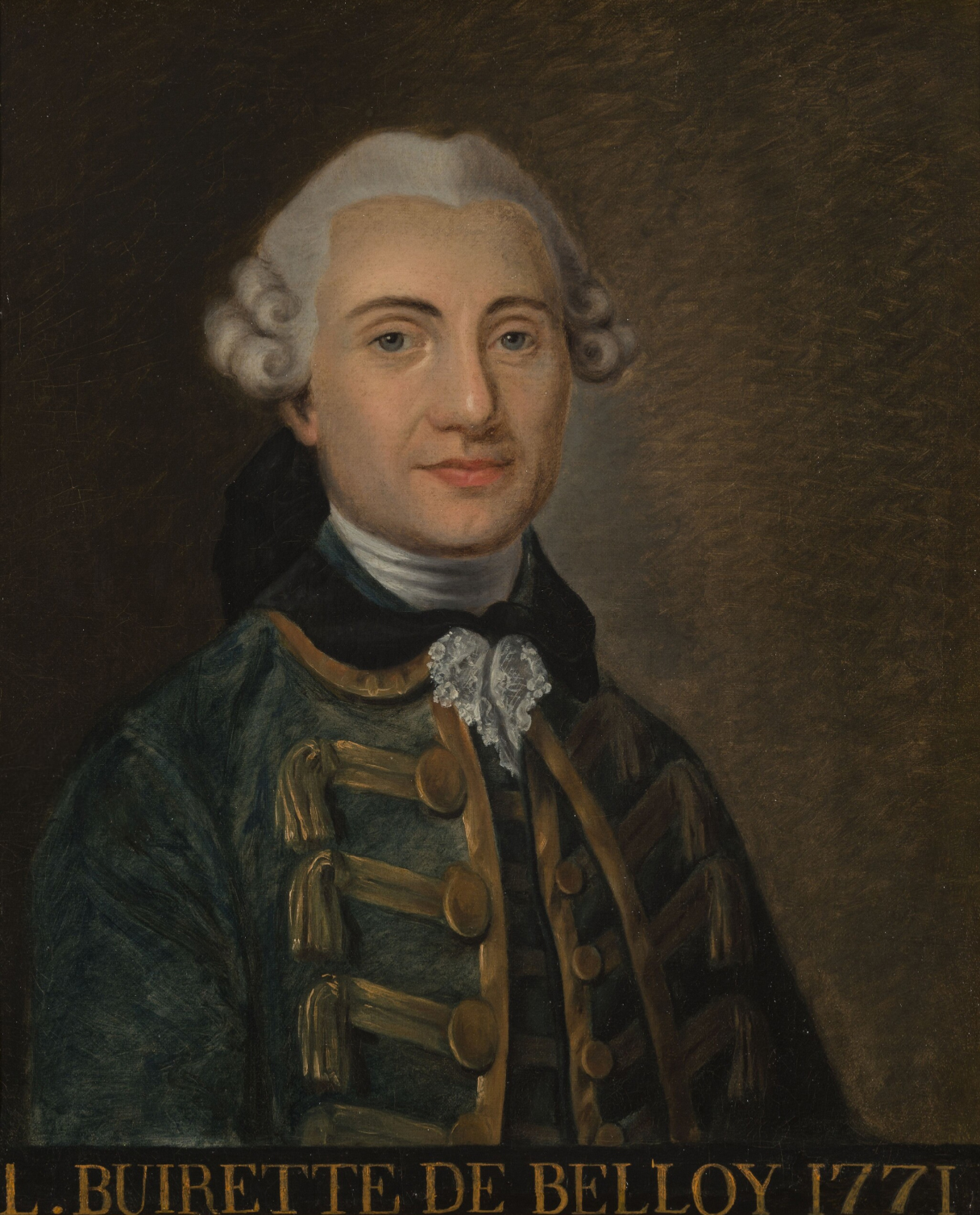
Pierre-Laurent Buirette de Belloy

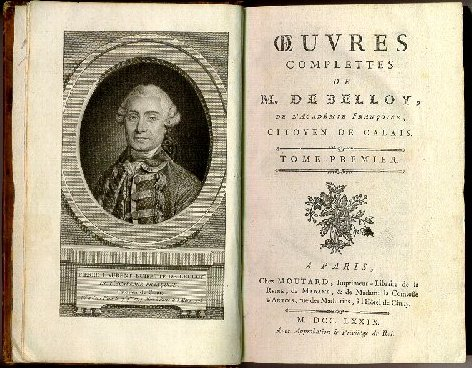
Pierre-Laurent Buirette de Belloy

Pierre-Laurent Buirette de Belloy oder Dormont De Belloy (* 17. November 1727 in Saint-Flour (Cantal); † 5. März 1775 in Paris) war ein französischer Dramatiker und Schauspieler.
Buirette de Belloy erhielt eine Ausbildung als Jurist, doch gab er den Anwaltsberuf auf, um Schauspieler zu werden. Als Mitglied einer Theatertruppe trat er mit einigem Erfolg an den nordeuropäischen Höfen und vor allem in Sankt Petersburg auf. Während dieser Zeit begann er auch, Tragödien zu verfassen, die sich durch starke Theatereffekte charakterisierten und nach seiner Rückkehr in Frankreich beim Publikum großen Anklang fanden. Seine Beschäftigung mit Themen der französischen Geschichte (als einer der ersten französischen Stückeschreiber überhaupt) verschaffte ihm den Ruf eines „Nationaldichters“.
Sein bekanntestes Drama war Le siège de Calais (Die Belagerung von Calais, 1765), das die Verteidiger dieser nordfranzösischen Stadt während des Hundertjährigen Krieges heroisierte. Calais machte ihn dafür zu seinem Ehrenbürger. Aufgrund seiner Popularität wurde Buirette de Belloy 1772 in die Académie française aufgenommen, wo er von Louis de Bourbon Condé den 34. Sitz übernahm. Diese Wahl traf auf einige Kritik, namentlich von den Vertretern der Aufklärung wie Voltaire, Denis Diderot oder Jean Baptiste le Rond d’Alembert. Weitere Werke wie Gaston di Bayard (1771), Pedro le cruel (1772) und Gabrielle de Vergy (1777, postum) konnten nicht mehr den gleichen Erfolg wie Le siège de Calais verzeichnen. Das Gesamtwerk wurde 1779, vier Jahre nach seinem Tod, in Paris als sechsbändige Ausgabe veröffentlicht.